# Fuerte Dindigul

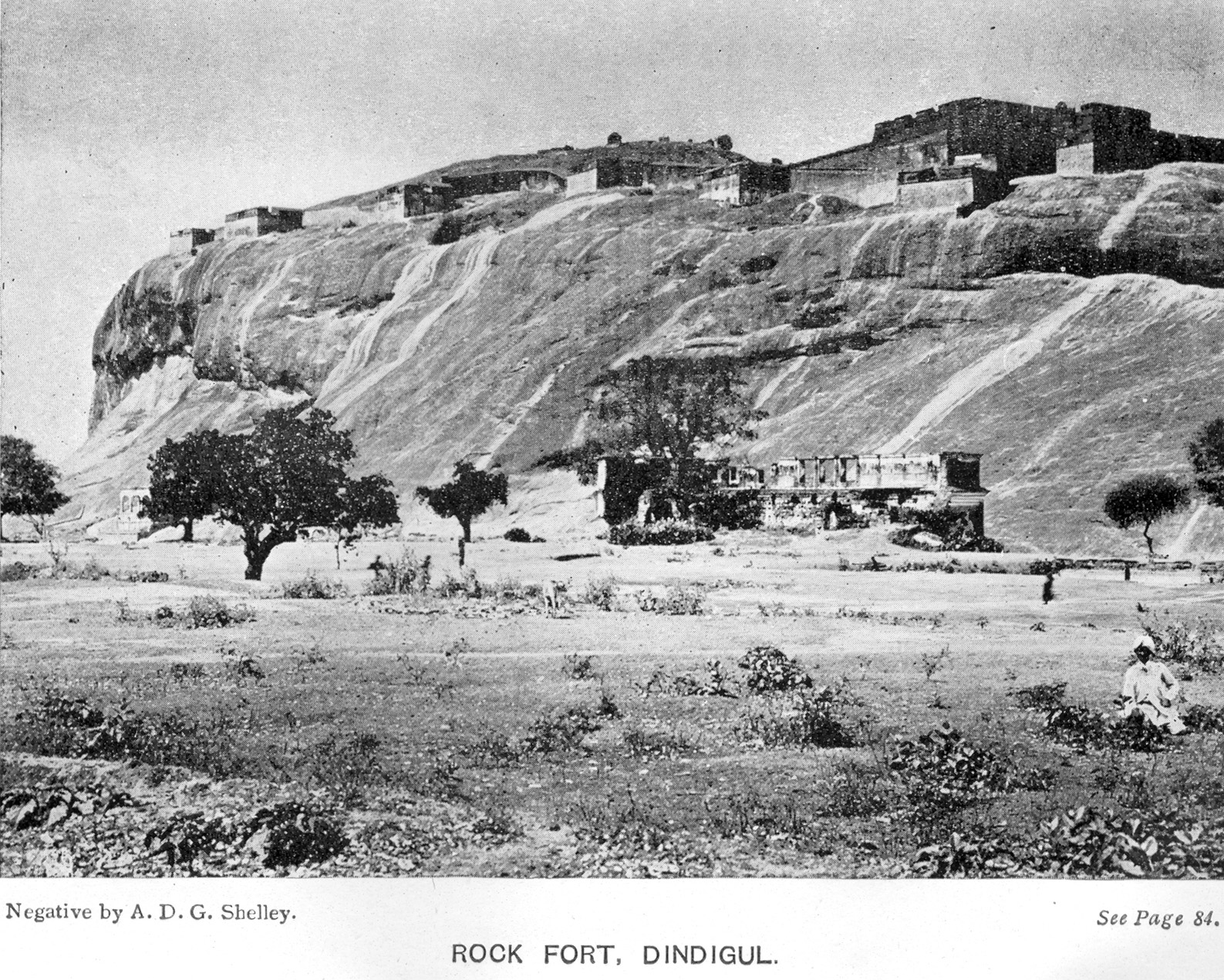
El Fuerte Dindigul en 1913.

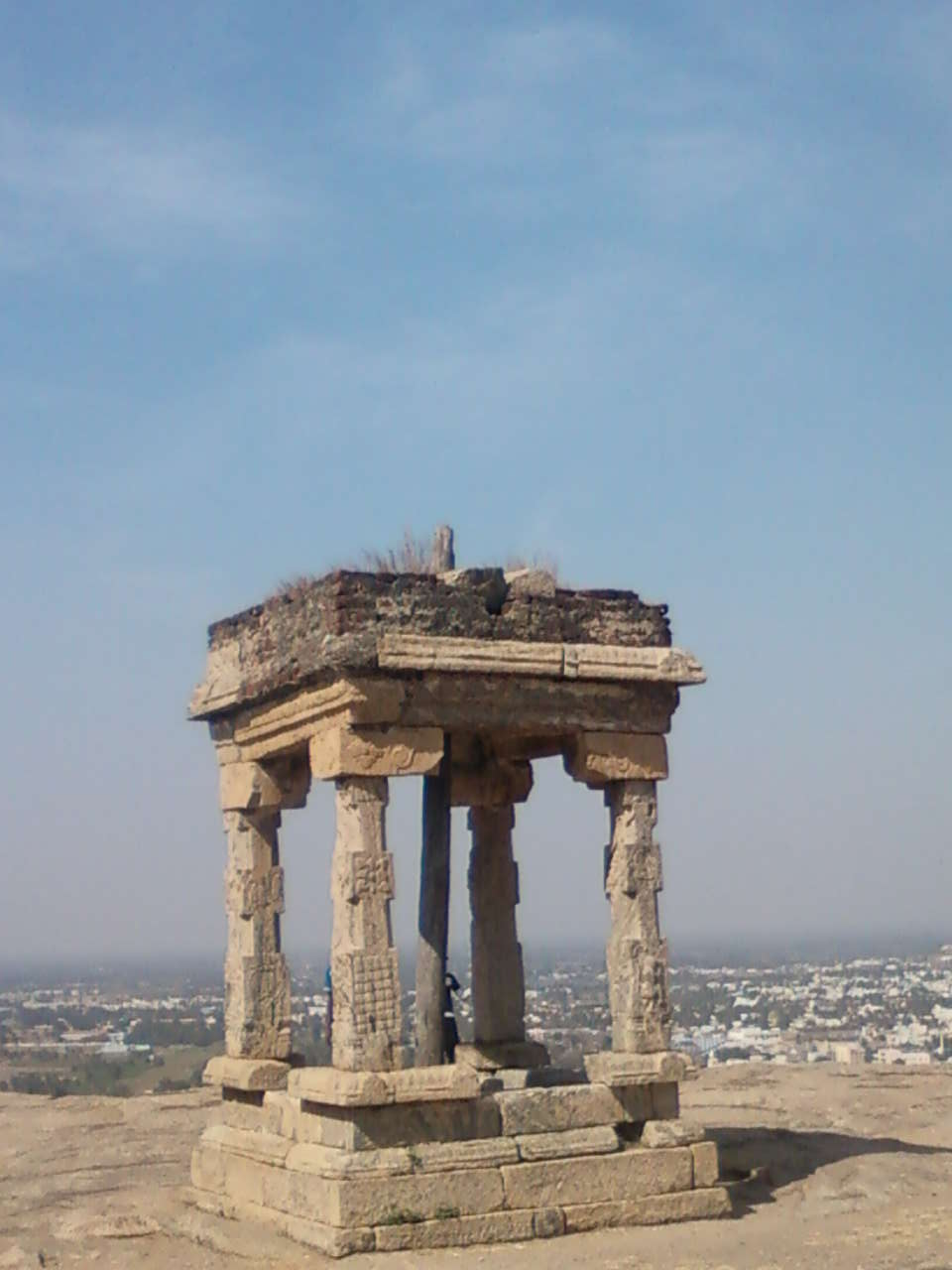
Una cámara en el fuerte Dindigul construido en un monolito enorme.

El Fuerte Dindigul o Dindigul Malai Kottai es una fortificación del siglo XVII, construido por Madurai Nayak situado en la ciudad de Dindigul en el estado de Tamil Nadu en India.

## Etimología
Dindigul deriva su nombre de un portmanteau de Thindu. Appar, el poeta Saiva visitó la ciudad y lo plasmó en sus trabajos en Tevaram. Dindigul se menciona en el libro Padmagiri Nadhar Thenral Vidu thudhu escrito por el poeta Palupatai Sokkanathar. También menciona que Dindigul era originalmente llamado Dindeecharam.

## Arquitectura
El cerro donde se ubica el fuerte es de 270 m de alto y tiene una circunferencia de 2,75 km. Cañones de artillería se encontraban ubicados en el fuerte durante el siglo XVII. El fuerte está hormigonado con paredes dobles de artillería pesada. Los cañones estuvieron instalados en una veintena de puntos alrededor del fuerte con armas y munición en un almacé construido con medidas de seguridad. Las habitaciones amuralladas estaban plenamente protegidas contra amenazas externas y estaba bien ventilado por agujeros en el techo. Un ladrillo delgado amurallado ayudaba a los soldados a huir en caso de emergencia.

## Cultura
El fuerte está mantenido por el Servicio Arqueológico de la India y lo mantiene como monumento protegido. Un coste de entrada de 5 rupias se cobra a los ciudadanos indios y 100 para extranjeros.

El fuerte recibe pocos visitantes en alumnado universitario y escolar y los turistas extranjeros son ocasionales. Los visitantes tienen libertad para andar alrededor de los túneles y trincheras que revela las características de seguridad de la estructura. El templo tiene algunas esculturas y tallas, hechas con cortes de la montaña.

Los visitantes pueden ver las ruinas dentro de las paredes del fuerte, depósitos de arsenal, establos de animales y salas decorardas con columnas de piedra. Los visitantes tienen libertad para remontar al punto de cañón y mirar a través de los agujeros de espía. La parte superior del fuerte también ofrece una vista escénica de Dindigul en el lado oriental y los pueblos y granjas en los otros lados.